# 9381 Lyon
9381 Lyon eller 1993 RT19 är en asteroid i huvudbältet som upptäcktes den 15 september 1993 av båda belgiska astronomerna Henri Debehogne och Eric Walter Elst vid La Silla-observatoriet. Den är uppkallad efter den franska staden Lyon.
Asteroiden har en diameter på ungefär 7 kilometer.